# 變裝國王
變裝國王是一个外来词，来自英文中的“Drag King”这个表达。

## 概念
异装国王，或扮装国王，或易装国王，指透过穿男性服装来扮演男性的女性。异装有很多种表现形式，有些是想效法展示男性之美，有些只是为了吸引目光。从解剖学的角度，对于那些认为自己真实性别是男性，而穿男性服装并外貌展現為男性的生理女性，称他们为变性者或性转换者（transsexuals），而不是异装皇后。（請參考异装）